# リアノン
「リアノン」（Rhiannon）は、フリートウッド・マックが1975年に発表した楽曲。スティーヴィー・ニックスが作詞作曲しリード・ボーカルをつとめている。
ローリング・ストーンの選ぶオールタイム・グレイテスト・ソング500（2004年版）では488位にランクされている。

## 概要
リンジー・バッキンガムとデュオを組んでいた1970年代前半、スティーヴィー・ニックスはメアリー・バートレット・リーダーが書いた小説『Triad』を通じて「リアノン（Rhiannon）」という名前を知った。主人公のブランウェン（Branwen）は、自分がリアノンという別の女性に乗り移られていると信じている。『Triad』にはウェールズ神話に関する記述があるが、『マビノギオン』に登場するリアノン（日本語では通常「リアンノン」と表記）、ブランウェンと、リーダーの小説のリアノン、ブランウェンに共通性はほとんどない。
ニックスは「ウェールズの魔女」という着想を得て本作品を書き、1975年にバッキンガムともにフリートウッド・マックに参加した。そして同年2月にレコーディングを行った。しかしニックスはのちのちになるまでリアノンがウェールズ神話の女神だとは知らずにいた。
1975年7月11日発売のアルバム『ファンタスティック・マック』に収録された。翌1976年2月にアメリカで、4月にイギリスでシングル・カットされた。シングル・バージョンはラジオで放送されることを重要視し、大きくミックスし直されている。
1976年6月5日から6月12日にかけてビルボード・Hot 100で2週連続で11位を記録。イージーリスニング・チャートで33位、イギリスで46位、カナダで4位、オーストラリアで13位を記録した。ビルボードの1976年の年間チャートでも76位を記録するなど大ヒットとなった。
1975年から1980年にかけてニックスはコンサートで歌うとき、冒頭で「This song's about an old Welsh witch.」と述べるのが常であった。黒いドレスに身を包み、毎回声を枯らして激しいパフォーマンスを行った。「あの頃の彼女の『リアノン』はエクソシスムのようだった」とミック・フリートウッドに言わしめるほどあり、「リアノン」の演奏はライブのハイライトの一つであった。
2002年発売のアルバム『ヴェリー・ベスト・オブ・フリートウッド・マック』にシングル・バージョンは初めて収録された。2004年のアルバムのリイシュー版にもシングル・バージョンは収録されている。
1980年12月発売の2枚組のアルバム『フリートウッド・マック・ライヴ』にライブ・バージョンが収録されている。
2018年1月発売の『ファンタスティック・マック』のエクスパンデッド・エディションまたはボックスセットに、シングル・バージョン、アーリー・テイク、1976年1月26日録音のライブ・バージョンなどが収録された。
2023年9月8日、2枚組のライブ・アルバム『噂～ライヴ』が発売。1977年8月29日から31日にかけてロサンゼルスのフォーラムで行われた公演のうち18曲が収録され、「リアノン」もその中に含まれた。

## 演奏者
- スティーヴィー・ニックス - リード・ボーカル、バッキング・ボーカル
- リンジー・バッキンガム - ギター、バッキング・ボーカル
- クリスティン・マクヴィー - キーボード、バッキング・ボーカル
- ジョン・マクヴィー - ベース
- ミック・フリートウッド - ドラムズ